# Copa das Confederações da CAF de 2019–20
A Copa das Confederações da CAF de 2019-20 foi a 17ª edição do torneio, que é a segunda competição de clubes mais importante do continente africano. O vencedor da Copa das Confederações da CAF em 2019-20 ganhou o direito de jogar contra o vencedor da Liga dos Campeões da CAF de 2019–20 na Supercopa da CAF de 2020–21.
Zamalek era o atual campeão e, portanto, o defensor do título. Entretanto, como se classificou para a Liga dos Campeões da CAF e alcançou a fase de grupos, o time não foi capaz de defender o título. A final foi ganha pelo RS Berkane, do Marrocos por 1–0 contra o Pyramids do Egito.

## Alocação das vagas
Todos os 56 membros da CAF podem entrar na Liga dos Campeões da CAF, com os 12 melhores ranqueados de acordo com o Ranking de 5 anos da CAF podendo inscrever duas equipes na competição.
Para a edição de 2019–20, a CAF usou o ranking entre 2015 e 2019, que calcula pontos para cada associação participante com base na performance dos clubes através destes 5 anos na Liga dos Campeões da CAF e na Copa das Confederações da CAF. Os critérios para os pontos são os seguintes:
|                                  | Liga dos Campeões da CAF | Copa das Confederações da CAF |
| -------------------------------- | ------------------------ | ----------------------------- |
| Campeão                          | 6 pontos                 | 5 pontos                      |
| Vice-campeão                     | 5 pontos                 | 4 pontos                      |
| Eliminado na semifinal           | 4 pontos                 | 3 pontos                      |
| Eliminado nas quartas de final   | 3 pontos                 | 2 pontos                      |
| Terceiro lugar na fase de grupos | 2 pontos                 | 1 ponto                       |
| Quarto lugar na fase de grupos   | 1 ponto                  | 0,5 ponto                     |

Os pontos são multiplicados por um coeficiente de acordo com o ano do seguinte modo:
- 2018–19 – 5
- 2018 – 4
- 2017 – 3
- 2016 – 2
- 2015 – 1

## Equipes classificadas
As seguintes 53 equipes de 42 associações entraram na competição.
- Equipes (em negrito) se classificaram diretamente a segunda fase.
- As outras equipes entraram na primeira fase.

As associações abaixo são mostradas de acordo com o seu ranking entre 2015 e 2019.
| Associação                                                        | Equipe                                                            | Classificação                                                                          |
| Associações elegíveis para entrar com duas equipes (Ranking 1–12) | Associações elegíveis para entrar com duas equipes (Ranking 1–12) | Associações elegíveis para entrar com duas equipes (Ranking 1–12)                      |
| ----------------------------------------------------------------- | ----------------------------------------------------------------- | -------------------------------------------------------------------------------------- |
| Tunísia · (1º – 154 pts)                                          | CS Sfaxien                                                        | 3º lugar – Campeonato Tunisiano de Futebol de 2018–19                                  |
| Tunísia · (1º – 154 pts)                                          | US Ben Guerdane                                                   | 4º lugar – Campeonato Tunisiano de Futebol de 2018–19                                  |
| Marrocos · (2º – 153 pts)                                         | Hassania Agadir                                                   | 3º lugar – Campeonato Marroquino de Futebol de 2018–19                                 |
| Marrocos · (2º – 153 pts)                                         | RS Berkane                                                        | Campeão – Taça do Trono de 2018                                                        |
| Egito · (3º – 120,5 pts)                                          | Pyramids                                                          | 3º lugar – Campeonato Egípcio de Futebol de 2018–19                                    |
| Egito · (3º – 120,5 pts)                                          | Al-Masry                                                          | 4º lugar – Campeonato Egípcio de Futebol de 2018–19                                    |
| Argélia · (4º – 92 pts)                                           | Paradou AC                                                        | 3º lugar – Campeonato Argelino de Futebol de 2018–19                                   |
| Argélia · (4º – 92 pts)                                           | CR Belouizdad                                                     | 4º lugar – Copa da Argélia de Futebol de 2018–19                                       |
| República Democrática do Congo · (5º – 87 pts)                    | DC Motema Pembe                                                   | 3º lugar – Campeonato Nacional de Futebol da República Democrática do Congo de 2018–19 |
| República Democrática do Congo · (5º – 87 pts)                    | AS Maniema Union                                                  | Campeão – Copa da República Democrática do Congo de 2019                               |
| África do Sul · (6º – 76,5 pts)                                   | Bidvest Wits                                                      | 3º lugar – Campeonato Sul-Africano de Futebol de 2018–19                               |
| África do Sul · (6º – 76,5 pts)                                   | TS Galaxy                                                         | Campeão – Copa da África do Sul de Futebol de 2018–19                                  |
| Zâmbia · (7º – 40,5 pts)                                          | Buildcon FC                                                       | 3ª lugar – Campeonato Zambiano de Futebol de 2018–19                                   |
| Zâmbia · (7º – 40,5 pts)                                          | Zanaco                                                            | 4ª lugar – Campeonato Zambiano de Futebol de 2018–19                                   |
| Sudão · (8º – 35 pts)                                             | Al-Ahly Shendi                                                    | 3º lugar – Campeonato Sudanês de Futebol de 2018–91                                    |
| Sudão · (8º – 35 pts)                                             | Al-Khartoum                                                       | 4º lugar – Campeonato Sudanês de Futebol de 2018–19                                    |
| Nigéria · (9º – 32,5 pts)                                         | Enugu Rangers                                                     | 3º lugar – Campeonato Nigeriano de Futebol de 2018–19                                  |
| Nigéria · (9º – 32,5 pts)                                         | Niger Tornadoes                                                   | Vice-campeão – Copa da Nigéria de Futebol de 2019                                      |
| Guiné · (10º – 30 pts)                                            | Santoba                                                           | 3º lugar – Campeonato Guineano de Futebol de 2018–19                                   |
| Guiné · (10º – 30 pts)                                            | CI Kamsar                                                         | Vice-campeão – Copa da Guiné de Futebol de 2019                                        |
| Tanzânia · (12º – 18 pts)                                         | Azam                                                              | Campeão – Copa da Tanzânia de Futebol de 2018–19                                       |
| Tanzânia · (12º – 18 pts)                                         | KMC                                                               | 4º lugar – Campeonato Tanzaniano de Futebol de 2018–19                                 |
| Associações elegíveis para entrar com uma equipe                  |                                                                   |                                                                                        |
| Costa do Marfim · (13º – 15 pts)                                  | FC San Pédro                                                      | Campeão – Copa da Costa do Marfim de Futebol de 2019                                   |
| Quênia · (14º – 14 pts)                                           | Bandari                                                           | Campeão – Copa da Quênia de Futebol de 2019                                            |
| República do Congo · (16º – 11,5 pts)                             | Étoile du Congo                                                   | Vice-campeão – Campeonato Congolês de Futebol de 2018–19                               |
| Uganda · (17º – 11 pts)                                           | Proline                                                           | Campeão – Copa da Uganda de Futebol de 2019                                            |
| Líbia · (18º – 10 pts)                                            | Al-Ittihad                                                        | Campeão – Copa da Líbia de Futebol de 2018                                             |
| Gana · (19º – 9 pts)                                              | Ashanti Gold                                                      | Vencedor do Tier 2 – Campeonato Ganês de Futebol de 2019                               |
| Ruanda · (20º – 8 pts)                                            | AS Kigali                                                         | Campeão – Copa da Ruanda de Futebol de 2019                                            |
| Zimbabwe · (20º – 8 pts)                                          | Triangle United                                                   | Campeão – Copa do Zimbábue de Futebol de 2018                                          |
| Essuatíni · (22º – 7 pts)                                         | Young Buffalos                                                    | Campeão – Copa de Essuatíni de Futebol de 2019                                         |
| Etiópia · (23º – 6 pts)                                           | Fasil Kenema                                                      | Campeão – Copa da Etiópia de Futebol de 2019                                           |
| Botswana · (24º – 4 pts)                                          | Jwaneng Galaxy                                                    | Campeão – Copa Botswana de Futebol de 2018–19                                          |
| Togo · (24º – 4 pts)                                              | Maranatha                                                         | Vice-campeão – Campeonato Togolês de Futebol de 2018–19                                |
| Camarões · (26º – 3 pts)                                          | Stade Renard de Melong                                            | Campeão – Copa de Camarões de Futebol de 2019                                          |
| Mali · (26º – 3 pts)                                              | Djoliba                                                           | Vice-campeão – Copa Mali de Futebol de 2019–20                                         |
| Burquina Fasso · (28º – 2,5 pts)                                  | Salitas                                                           | Vice-campeão – Campeonato Burquinense de Futebol de 2018–19                            |
| Gabão · (29º – 2 pts)                                             | AS Pélican                                                        | Vice-campeão – Campeonato Burquinense de Futebol de 2019                               |
| Benim                                                             | ESAE FC                                                           | Campeão – Copa do Benim de Futebol de 2019                                             |
| Burundi                                                           | Rukinzo                                                           | Campeão – Copa do Burundi de Futebol de 2019                                           |
| Chade                                                             | AS CotonTchad                                                     | Vice-campeão – Campeonato Chadiano de Futebol de 2019                                  |
| Djibuti                                                           | Arta/Solar 7                                                      | Campeão – Copa do Djibouti de Futebol de 2019                                          |
| Guiné Equatorial                                                  | Akonangui                                                         | 2º lugar – Copa da Guiné-Equatorial de Futebol de 2019                                 |
| Libéria                                                           | LISCR                                                             | Campeão – Copa da Libéria de Futebol de 2091                                           |
| Madagáscar                                                        | CNaPS Sport                                                       | Vice-campeão – Copa de Madagascar de Futebol de 2019                                   |
| Malawi                                                            | Masters Security                                                  | Campeão – Copa de Maláui de Futebol de 2018                                            |
| Mauritânia                                                        | ASC Snim                                                          | Campeão – Copa da Mauritânia de Futebol de 2019                                        |
| Ilhas Maurícias                                                   | Bolton City                                                       | Campeão – Copa da Maurícia de Futebol de 2019                                          |
| Níger                                                             | USGN                                                              | Vice-campeão – Copa do Níger de Futebol de 2019                                        |
| Seicheles                                                         | Saint Louis Suns United                                           | Campeão – Copa do Seychelles de Futebol de 2018–19                                     |
| Somália                                                           | Mogadishu City                                                    | Campeão – Copa da Somália de Futebol de 2018                                           |
| Sudão do Sul                                                      | Amarat United                                                     | Campeão – Copa do Sudão do Sul de Futebol de 2019                                      |
| Zanzibar                                                          | Malindi                                                           | Campeão – Copa de Zanzibar de Futebol de 2019                                          |

| - Angola - Cabo Verde - Comores - Eritreia - Gâmbia - Guiné-Bissau - Lesoto - Moçambique - Namíbia - República Centro-Africana - Reunião - São Tomé e Príncipe - Senegal - Serra Leoa |

## Fases de qualificação
Nesta fase, cada vaga foi disputada em partidas de ida e volta. Caso o placar agregado esteja empatado no final da partida de volta a regra do gol fora de casa foi aplicada. Caso o empate ainda persista o vencedor foi definido pela disputa por pênaltis.
O sorteio desta fase foi realizado no dia 21 de julho de 2019 na sede da CAF no Cairo, Egito.

### Fase preliminar
| Equipe 1        | Total       | Equipe 2                | 1.º jogo | 2.º jogo |
| --------------- | ----------- | ----------------------- | -------- | -------- |
| ASC Snim        | 0–7         | ESAE FC                 | 0–5      | 0–2      |
| USGN            | 1–3         | Al-Ittihad              | 1–1      | 0–2      |
| Maranatha       | 3–0         | LISCR                   | 3–0      | 0–0      |
| AS Pélican      | 2–2 (4–1 p) | AS Maniema Union        | 1–1      | 1–1      |
| Paradou AC      | 3–1         | CI Kamsar               | 3–0      | 0–1      |
| Bolton City     | 3–2         | Jwaneng Galaxy          | 3–1      | 0–1      |
| Mogadishu City  | 0–1         | Malindi                 | 0–0      | 0–1      |
| Akonangui       | 1–4         | Ashanti Gold            | 1–1      | 0–3      |
| Niger Tornadoes | 4–5         | Santoba                 | 1–2      | 3–3      |
| TS Galaxy       | 2–0         | Saint Louis Suns United | 1–0      | 1–0      |
| Buildcon FC     | 1–2         | Young Buffalos          | 0–1      | 1–1      |
| Arta/Solar 7    | 1–4         | Al-Khartoum             | 1–1      | 0–3      |
| DC Motema Pembe | 4–0         | Stade Renard de Melong  | 2–0      | 2–0      |
| AS Kigali       | 2–1         | KMC                     | 0–0      | 2–1      |
| Proline         | 3–0         | Masters Security        | 3–0      | 0–0      |
| Bandari         | 1–1 (gf)    | Al-Ahly Shendi          | 0–0      | 1–1      |
| US Ben Guerdane | 5–1         | Amarat United           | 5–1      | 0–0      |
| Fasil Kenema    | 2–3         | Azam                    | 1–0      | 1–3      |
| Triangle United | 5–0         | Rukinzo                 | 5–0      | 0–0      |
| Pyramids        | 5–1         | Étoile du Congo         | 4–1      | 1–0      |
| CR Belouizdad   | 4–0         | AS CotonTchad           | 2–0      | 2–0      |

### Primeira fase
| Equipe 1       | Total       | Equipe 2        | 1.º jogo | 2.º jogo |
| -------------- | ----------- | --------------- | -------- | -------- |
| ESAE FC        | 0–0 (3–2 p) | Salitas         | 0–0      | 0–0      |
| Al-Ittihad     | 1–1 (gf)    | Hassania Agadir | 1–1      | 0–0      |
| Maranatha      | 2–3         | Djoliba         | 1–2      | 1–1      |
| AS Pélican     | 3–4         | Enugu Rangers   | 2–1      | 1–3      |
| Paradou AC     | 3–1         | CS Sfaxien      | 3–1      | 0–0      |
| Bolton City    | 1–5         | Zanaco          | 1–2      | 0–3      |
| Malindi        | 2–7         | Al-Masry        | 1–4      | 1–3      |
| Ashanti Gold   | 3–4         | RS Berkane      | 3–2      | 0–2      |
| Santoba        | 0–3         | FC San Pédro    | 0–0      | 0–3      |
| TS Galaxy      | 4–1         | CNaPS Sport     | 1–0      | 3–1      |
| Young Buffalos | 1–3         | Bidvest Wits    | 1–0      | 0–3      |
| Al-Khartoum    | 3–3 (1–3 p) | DC Motema Pembe | 1–2      | 2–1      |
| AS Kigali      | 2–3         | Proline         | 1–1      | 1–2      |
| Bandari        | 3–2         | US Ben Guerdane | 2–0      | 1–2      |
| Azam           | 0–2         | Triangle United | 0–1      | 0–1      |
| Pyramids       | 2–1         | CR Belouizdad   | 1–1      | 1–0      |

### Play-offs
| - Al-Nasr - Gor Mahia - Kampala City - Young Africans - Horoya - Cano Sport - Côte d'Or - UD Songo - ASC Kara - Génération Foot - FC Nouadhibou - Green Eagles - Enyimba - Asante Kotoko - Elect Sport FC - Fosa Juniors |

| Equipe 1        | Total       | Equipe 2        | 1.º jogo | 2.º jogo |
| --------------- | ----------- | --------------- | -------- | -------- |
| Horoya          | 5–2         | Bandari         | 4–2      | 1–0      |
| Young Africans  | 1–5         | Pyramids        | 1–2      | 0–3      |
| Enyimba         | 4–1         | TS Galaxy       | 2–0      | 2–1      |
| Génération Foot | 1–1 (3–4 p) | ESAE FC         | 0–1      | 1–0      |
| Asante Kotoko   | 1–2         | FC San Pédro    | 1–0      | 0–2      |
| Kampala City    | 1–4         | Paradou AC      | 0–0      | 1–4      |
| Gor Mahia       | 2–3         | DC Motema Pembe | 1–1      | 1–2      |
| UD Songo        | 1–8         | Bidvest Wits    | 1–2      | 0–6      |
| Elect Sport FC  | 0–5         | Djoliba         | 0–1      | 0–4      |
| Green Eagles    | 2–3         | Hassania Agadir | 1–1      | 1–2      |
| Cano Sport      | 2–8         | Zanaco          | 1–3      | 1–5      |
| Fosa Juniors    | 2–5         | RS Berkane      | 2–0      | 0–5      |
| Côte d'Or       | 0–6         | Al-Masry        | 0–4      | 0–2      |
| ASC Kara        | 2–2 (gf)    | Enugu Rangers   | 2–1      | 0–1      |
| FC Nouadhibou   | 4–3         | Triangle United | 2–0      | 2–3      |
| Al-Nasr         | 4–2         | Proline         | 2–2      | 2–0      |

## Fase de Grupos
O sorteio para a fase de grupos foi realizado em 12 de novembro de 2019 na sede da CAF no Cairo, Egito. Os 16 vencedores dos play-offs foram alocados em três grupos, Pote 1, Pote 2 e Pote 3.
As equipes foram divididas nos potes pelo ranking da CAF.
| Equipe     | Pts |
| ---------- | --- |
| Horoya     | 30  |
| RS Berkane | 28  |
| Enyimba    | 16  |
| Al-Masry   | 12  |

| Equipe          | Pts |
| --------------- | --- |
| Hassania Agadir | 10  |
| Zanaco          | 6   |
| Enugu Rangers   | 5   |
| Djoliba         | 2   |

| Equipe          | Pts |
| --------------- | --- |
| Paradou AC      | —   |
| ESAE FC         | —   |
| DC Motema Pembe | —   |
| Pyramids        | —   |
| FC San Pédro    | —   |
| Al-Nasr         | —   |
| FC Nouadhibou   | —   |
| Bidvest Wits    | —   |

### Grupo A
| Pos | Equipe        | Pts | J | V | E | D | GP | GC | SG  | Classificado |     | PYR | ALM | ENU | NOU |
| --- | ------------- | --- | - | - | - | - | -- | -- | --- | ------------ | --- | --- | --- | --- | --- |
| 1   | Pyramids      | 15  | 6 | 5 | 0 | 1 | 14 | 3  | +11 | Fase Final   |     | —   | 2–0 | 0–1 | 6–0 |
| 2   | Al-Masry      | 10  | 6 | 3 | 1 | 2 | 10 | 9  | +1  | Fase Final   |     | 1–2 | —   | 4–2 | 1–0 |
| 3   | Enugu Rangers | 6   | 7 | 1 | 3 | 3 | 6  | 9  | −3  |              |     | 1–3 | 1–1 | —   | 1–1 |
| 4   | FC Nouadhibou | 2   | 6 | 0 | 2 | 4 | 3  | 12 | −9  |              | 0–1 | 2–3 | 0–0 | —   |     |

### Grupo B
| Pos | Equipe       | Pts | J | V | E | D | GP | GC | SG | Classificado |     | HOR | ALN | DJO | BID |
| --- | ------------ | --- | - | - | - | - | -- | -- | -- | ------------ | --- | --- | --- | --- | --- |
| 1   | Horoya       | 14  | 6 | 4 | 2 | 0 | 8  | 1  | +7 | Fase Final   |     | —   | 3–0 | 1–0 | 2–1 |
| 2   | Al-Nasr      | 8   | 6 | 2 | 2 | 2 | 4  | 7  | −3 | Fase Final   |     | 0–2 | —   | 1–1 | 2–1 |
| 3   | Djoliba      | 8   | 6 | 2 | 2 | 2 | 4  | 3  | +1 |              |     | 0–0 | 0–1 | —   | 1–0 |
| 4   | Bidvest Wits | 2   | 6 | 0 | 2 | 4 | 2  | 7  | −5 |              | 0–0 | 0–0 | 0–2 | —   |     |

1. 1 2  Pontos no confronto direto: Al-Nasr 4, Djoliba 1.

### Grupo C
| Pos | Equipe          | Pts | J | V | E | D | GP | GC | SG  | Classificado |     | RSB | ZAN | MOT | ESA |
| --- | --------------- | --- | - | - | - | - | -- | -- | --- | ------------ | --- | --- | --- | --- | --- |
| 1   | RS Berkane      | 11  | 6 | 3 | 2 | 1 | 13 | 4  | +9  | Fase Final   |     | —   | 1–1 | 3–0 | 3–0 |
| 2   | Zanaco          | 10  | 6 | 2 | 4 | 0 | 8  | 4  | +4  | Fase Final   |     | 1–1 | —   | 2–1 | 3–0 |
| 3   | DC Motema Pembe | 10  | 6 | 3 | 1 | 2 | 6  | 0  | +6  |              |     | 1–0 | 1–1 | —   | 1–0 |
| 4   | ESAE FC         | 1   | 6 | 0 | 1 | 5 | 1  | 14 | −13 |              | 1–5 | 0–0 | 0–2 | —   |     |

1. 1 2  Pontos no confronto direto: Zanaco 4, Motema Pembe 1.

### Grupo D
| Pos | Equipe          | Pts | J | V | E | D | GP | GC | SG | Classificado |     | HAS | ENY | PAR | SAN |
| --- | --------------- | --- | - | - | - | - | -- | -- | -- | ------------ | --- | --- | --- | --- | --- |
| 1   | Hassania Agadir | 11  | 6 | 3 | 2 | 1 | 9  | 5  | +4 | Fase Final   |     | —   | 2–0 | 0–3 | 3–0 |
| 2   | Enyimba         | 10  | 6 | 3 | 1 | 2 | 11 | 7  | +4 | Fase Final   |     | 1–1 | —   | 4–1 | 1–0 |
| 3   | Paradou AC      | 8   | 6 | 2 | 2 | 2 | 5  | 6  | −1 |              |     | 0–2 | 1–0 | —   | 0–0 |
| 4   | FC San Pédro    | 3   | 6 | 0 | 3 | 3 | 3  | 10 | −7 |              | 1–1 | 2–5 | 0–0 | —   |     |

## Fase final

### Sorteio
O sorteio para a fase final ocorreu em 5 de fevereiro de 2020, as 19:00 (UTC+2), em Cairo, Egito.
O mecanismo de sorteio de cada fase é o seguinte:
- No sorteio das quartas de final, os quatro líderes dos grupos serão colocados em um pote, enquanto que os quatro vice-líderes serão colocados em outro. As equipes que finalizaram em primeiro lugar na fase de grupos (pote 1 no sorteio) enfrentarão as equipes que finalizaram em segundo lugar (pote 2). As equipes do mesmo grupo não podem ser sorteadas entre si, podendo ser sorteadas equipes de um mesmo país.
- No sorteio das semifinais não existe cabeça de chave e equipes do mesmo grupo (fase de grupos) e do mesmo país podem ser sorteadas.

### Equipes classificadas
| Grupo | Líderes de grupo | Vice-líderes de grupo |
| ----- | ---------------- | --------------------- |
| A     | Pyramids         | Al-Masry              |
| B     | Horoya           | Al-Nasr               |
| C     | RS Berkane       | Zanaco                |
| D     | Hassania Agadir  | Enyimba               |

### Chaveamento
|  | Quartas de final | Quartas de final | Quartas de final | Quartas de final |            |            | Semifinal  | Semifinal | Semifinal | Semifinal |  |  | Final | Final | Final | Final |
|  |                  |                  |                  |                  |            |            |            |           |           |           |  |  |       |       |       |       |
|  |                  |                  |                  |                  |            |            |            |           |           |           |  |  |       |       |       |       |
|  |                  |                  |                  |                  |            |            |            |           |           |           |  |  |       |       |       |       |
|  | Zanaco           | 0                | 1                | 1                |            |            |            |           |           |           |  |  |       |       |       |       |
|  | Zanaco           | 0                | 1                | 1                |            |            |            |           |           |           |  |  |       |       |       |       |
|  | Pyramids         | 3                | 0                | 3                |            |            |            |           |           |           |  |  |       |       |       |       |
|  | Pyramids         | 3                | 0                | 3                | Pyramids   | Pyramids   | Pyramids   | 2         |           |           |  |  |       |       |       |       |
|  |                  |                  |                  |                  | Pyramids   | Pyramids   | Pyramids   | 2         |           |           |  |  |       |       |       |       |
|  |                  | Horoya           | Horoya           | Horoya           | 0          |            |            |           |           |           |  |  |       |       |       |       |
|  | Enyimba          | Horoya           | Horoya           | Horoya           | 0          | 1          | 0          | 1         |           |           |  |  |       |       |       |       |
|  | Enyimba          |                  |                  |                  |            | 1          | 0          | 1         |           |           |  |  |       |       |       |       |
|  | Horoya           | 1                | 2                | 3                |            |            |            |           |           |           |  |  |       |       |       |       |
|  | Horoya           | 1                | 2                | 3                | Pyramids   | Pyramids   | Pyramids   | 0         |           |           |  |  |       |       |       |       |
|  |                  |                  |                  |                  | Pyramids   | Pyramids   | Pyramids   | 0         |           |           |  |  |       |       |       |       |
|  |                  | RS Berkane       | RS Berkane       | RS Berkane       | 1          |            |            |           |           |           |  |  |       |       |       |       |
|  | Al-Masry         | RS Berkane       | RS Berkane       | RS Berkane       | 1          | 2          | 0          | 2         |           |           |  |  |       |       |       |       |
|  | Al-Masry         |                  |                  |                  |            | 2          | 0          | 2         |           |           |  |  |       |       |       |       |
|  | RS Berkane       | 2                | 1                | 3                |            |            |            |           |           |           |  |  |       |       |       |       |
|  | RS Berkane       | 2                | 1                | 3                | RS Berkane | RS Berkane | RS Berkane | 2         |           |           |  |  |       |       |       |       |
|  |                  |                  |                  |                  | RS Berkane | RS Berkane | RS Berkane | 2         |           |           |  |  |       |       |       |       |
|  |                  | Hassania Agadir  | Hassania Agadir  | Hassania Agadir  | 1          |            |            |           |           |           |  |  |       |       |       |       |
|  | Al-Nasr          | Hassania Agadir  | Hassania Agadir  | Hassania Agadir  | 1          | 0          | 0          | 0         |           |           |  |  |       |       |       |       |
|  | Al-Nasr          |                  |                  |                  |            | 0          | 0          | 0         |           |           |  |  |       |       |       |       |
|  | Hassania Agadir  | 5                | 2                | 7                |            |            |            |           |           |           |  |  |       |       |       |       |
|  | Hassania Agadir  | 5                | 2                | 7                |            |            |            |           |           |           |  |  |       |       |       |       |

### Quartas de final
| Equipe 1 | Total | Equipe 2        | 1.º jogo | 2.º jogo |
| -------- | ----- | --------------- | -------- | -------- |
| Zanaco   | 1–3   | Pyramids        | 0–3      | 1–0      |
| Enyimba  | 1–3   | Horoya          | 1–1      | 0–2      |
| Al-Masry | 2–3   | RS Berkane      | 2–2      | 0–1      |
| Al-Nasr  | 0–7   | Hassania Agadir | 0–5      | 0–2      |

### Semifinais
| Equipe 1   | Total | Equipe 2        |
| ---------- | ----- | --------------- |
| Pyramids   | 2-0   | Horoya          |
| RS Berkane | 2-1   | Hassania Agadir |

### Final
| 25 de outubro de 2020 | Pyramids | 0 – 1     | RS Berkane | Estádio Príncipe Moulay Abdellah, Rabat |
| 20:00 (UTC+1)         |          | Relatório | Dayo 15'   | Público: 0 Árbitro: CMR Sidi Alioum     |

## Premiação
| Copa das Confederações da CAF de 2019–20 |
| Marrocos                                 |
| ---------------------------------------- |
| RS Berkane Campeão (1.º título)          |

## Artilheiros
8 gols
- MAR Karim El Berkaoui

4 gols
- NGR Stanley Dimgba
- EGY Mohamed Farouk